# Schuppiger Stielbovist
Der Schuppige Stielbovist (Tulostoma squamosum) wird als eine Pilzart aus der Familie der Champignonverwandten betrachtet.

## Merkmale

### Makroskopische Merkmale
Wie alle Stielboviste besitzt der Schuppige Stielbovist einen gestielten Fruchtkörper. Der glänzend und schuppige Stiel ist bis zu 55 mm lang und 4 mm dick. Er ist dunkelbraun bis zimtfarben, manchmal auch mit einem rötlichen Farbton und wird zur Spitze hin schlanker.
Der kugelige Kopf ist bis zu 15 mm breit und daher im Vergleich zum recht langen Stiel recht klein. Die äußere Hülle, die Exoperidie ist dünnhäutig und fällt in kleinen Stücken ab. Sie ist meist dunkel, manchmal aber auch wie der Zitzen-Stielbovist rosa-weiß. Die
inner Hülle, die Endoperidie ist gelblich bis kupferfarben oder sogar ocker-orange und glatt. Die Sporenmündung ist kurz zylindrisch mit einem heller gefärbten Peristom. Der Kopfansatz ist vom Stiel getrennt mit einer unregelmäßig eingerissenen Membran. Die Gleba ist hell ockerfarben bis hell rostfarben.

### Mikroskopische Merkmale
Die kugeligen Sporen sind gelblich braun mit einem Muster grober Stachelchen, die hin und wieder verbunden sind und kurze Rippen bilden. Sie werden 5,4 bis 6,5 × 4,7 bis 5,8 µm groß. Sie besitzen einen deutlichen Apiculus. Das Capillitium ist verzweigt und septiert mit dickwandigen Fäden. Das Lumen ist sichtbar bis lückig, die schrägen Septen sind nicht oder nur leicht geschwollen.

## Ökologie
Die Art kommt in Trockenrasen auf Sand-, Kalk- und Gipsböden, in Robinienforsten und in alpinen Silberwurzbeständen vor.

## Verbreitung
Der sehr seltene Schuppige Stielbovist ist in Südafrika, im Kaukasus und Ostsibirien verbreitet. In Europa kommt er in Süd- und Westeuropa, vom Mittelmeerraum bis Belgien, Südschweden und Litauen vor. Er ist auch aus Nordamerika bekannt.
Die Rote Liste der Großpilze Deutschlands listet die Art als vom Aussterben bedroht (Gefährdungskategorie 1).